# 上村淳之
上村 淳之（うえむら あつし、1933年〈昭和8年〉4月12日 - 2024年〈令和6年〉11月1日）は、日本の日本画家。特に花鳥画を能くした。本名は上村 淳（読み同じ）。位階は従三位。画業で日本芸術院会員に選ばれ、文化勲章を受章したほか、大学で美術教育にも努め、京都市立芸術大学教授（のちに名誉教授）、京都市立美術大学教授・副学長を務めた。愛鳥家であり、作画の参考を兼ねて自宅で数百種類の鳥を飼っていた。日本鳥類保護連盟奈良研究所所長。
美人画の巨匠である上村松園（しょうえん）を祖母に、花鳥画の名手上村松篁（しょうこう）を父とする画家の家系で京都市に生まれ、自らは晩年にかけて奈良市に暮らした。

## 生涯
京都市に生まれ、京都小学校特別科学学級での同級に伊丹十三がいた。1994年（平成6年）に松園、松篁、淳之三代の作品を展示する松伯美術館が奈良市に開館すると館長に就任した。祖母・父に続いて三代ともに文化勲章受章者となったが、画家になることを当初は両親に反対され、「蛙の子は蛙や！」と反発し、美大の試験を「勝手に受けた」という。息子が画家をめざすことに松篁が難色を示したのは、様式を家業のように受け継ぐそれまでの日本画壇のあり方に疑問を抱いていたためである。
淳之は、祖母である松園の細密な美人画を見て育ったものの、洋画家小磯良平の描く女性に憧れていた。また父の名声は重くのしかかり、自らの画風を探り、外国の美術館や遺跡を見て回ったこともある。そんな時に、朝靄のなか佇む鳥を見て、画室に戻り描いた『晨』（しん、1978年）をきっかけとして、花鳥画の道へと進むことになった。

## 略歴
- 1933年（昭和8年）：京都市に生まれる。
- 1956年（昭和31年）：新制作協会展に初入選。
- 1959年（昭和34年）：京都市立美術大学（現：京都市立芸術大学）専攻科を修了。
- 1980年（昭和55年）：創画会賞受賞。翌年、会員となる。
- 1984年（昭和59年）：京都市立芸術大学教授となる。
- 1992年（平成4年）：京都府文化賞功労賞受賞。
- 1994年（平成6年）：松伯美術館館長。
- 1995年（平成7年）：『雁金』で日本芸術院賞受賞[1]。
- 1997年（平成9年）：京都市立芸術大学美術学部長となる。
- 1999年（平成11年）
  - 京都市立芸術大学副学長（2004年まで）および名誉教授となる
  - 京都市文化功労者[5]。
- 2002年（平成14年）：日本芸術院会員[1]。
- 2005年（平成17年）
  - 京都市学校歴史博物館館長となる。
  - 創画会理事長となる。
  - 全国日本学士会アカデミア賞受賞。
  - 紺綬褒章受章。
- 2010年（平成22年）：平城京跡に復元された大極殿内壁画が完成[1]。
- 2011年（平成23年 ：京都府文化賞特別功労賞受賞。
- 2013年（平成25年）：文化功労者[6]。
- 2020年（令和2年）：旭日中綬章受章[7]
- 2022年（令和4年）：文化勲章受章[3]
- 2024年（令和6年）11月1日：老衰のため奈良市の自宅で死去[8]。91歳没。死没日付をもって従三位に叙された[9][10]。

## 著作、作品集
- 『鳥の四季 オリジナル石版画集』毎日新聞社 1981年
- 『上村淳之画集』講談社 1983年
- 『花と鳥と 上村松篁・淳之画文集』大日本絵画 1985年
- 『上村淳之画集』求竜堂グラフィックス 1989』
- 『新現代日本画家素描集 3 上村淳之 鳥たちとの対話』日本放送出版協会 1992年
- 『日本画の行方』美術年鑑社 あるす叢書1992年
- 『上村淳之』芸術新聞社 アート・トップ叢書 同時代の画家集成 1993年
- 『上村淳之』日本経済新聞社 日経ポケット・ギャラリー 1993年
- 『鳥たちに魅せられて 鳥と私と花鳥画と』中央公論美術出版 1997年

## テレビ
- 『真珠の小箱』毎日放送